# Julieta de Melo Monteiro
Julieta de Melo Monteiro (Rio Grande, 21 de outubro de 1855  — Rio Grande, 27 de janeiro de 1928) foi um escritora, jornalista e educadora brasileira.
Era filha da poeta Revocata dos Passos Figueiroa de Melo e de João Correia de Melo, e sobrinha de Amália dos Passos Figueiroa. Casou-se em 21 de outubro de 1876, com o poeta português Francisco Guilherme Pinto Monteiro, aos 21 anos de idade.
Aos dezenove anos publica sua primeira obra: Prelúdios, livro de versos prefaciado por Emílio Zaluar, onde adotou a linha parnasiana. Em 1892 publica seu segundo livro de sonetos: Oscilantes.
Com a irmã Revocata Heloísa de Melo, fundou, aos 22 anos, o primeiro órgão literário da imprensa feminina, o periódico O Corymbo, que circulou quase sessenta anos. O primeiro número parece ter sido o de junho de 1885, em formato tablóide, com quatro páginas e periodicidade variável (foi bimensal, mensal, quinzenal e até mesmo semanal), versando sobre assuntos literários, poesias e breves notas relativas à vida e à obra de pessoas ligadas à arte da palavra escrita. O Corymbo continuou a circular mesmo após a morte de Julieta, tocado por sua irmã, extinguindo-se somente com a partida desta, em 1944.
É patrona da Academia Literária Feminina do Rio Grande do Sul.
Foi fundadora da revista Violeta e colaborou em diversos jornais gaúchos: no Escrínio (Porto Alegre), no Eco do Povo (Porto Alegre), no Progresso Literário (Pelotas), na Tribuna Literária (Pelotas) e na Illustração Pelotense (Pelotas). Era membro da Sociedade Partenon Literário e usava o pseudônimo de Penserosa.
Também teve textos publicados em A Mensageira (São Paulo), revista dedicada à mulher brasileira.